# Abadia de Santo Anselmo
A Abadia de Santo Anselmo, localizada em Goffstown, Nova Hampshire, Estados Unidos, é uma abadia beneditina composta de homens que vivem sob a Regra de São Bento dentro da Igreja Católica. A abadia foi fundada em 1889 sob o patrocínio de Santo Anselmo de Canterbury, um monge beneditino de Bec e ex-arcebispo de Canterbury, na Inglaterra. Os monges estão envolvidos na operação do Saint Anselm College. A abadia é um membro da Congregação Americana-Cassinese da Confederação Beneditina.

## Fundação

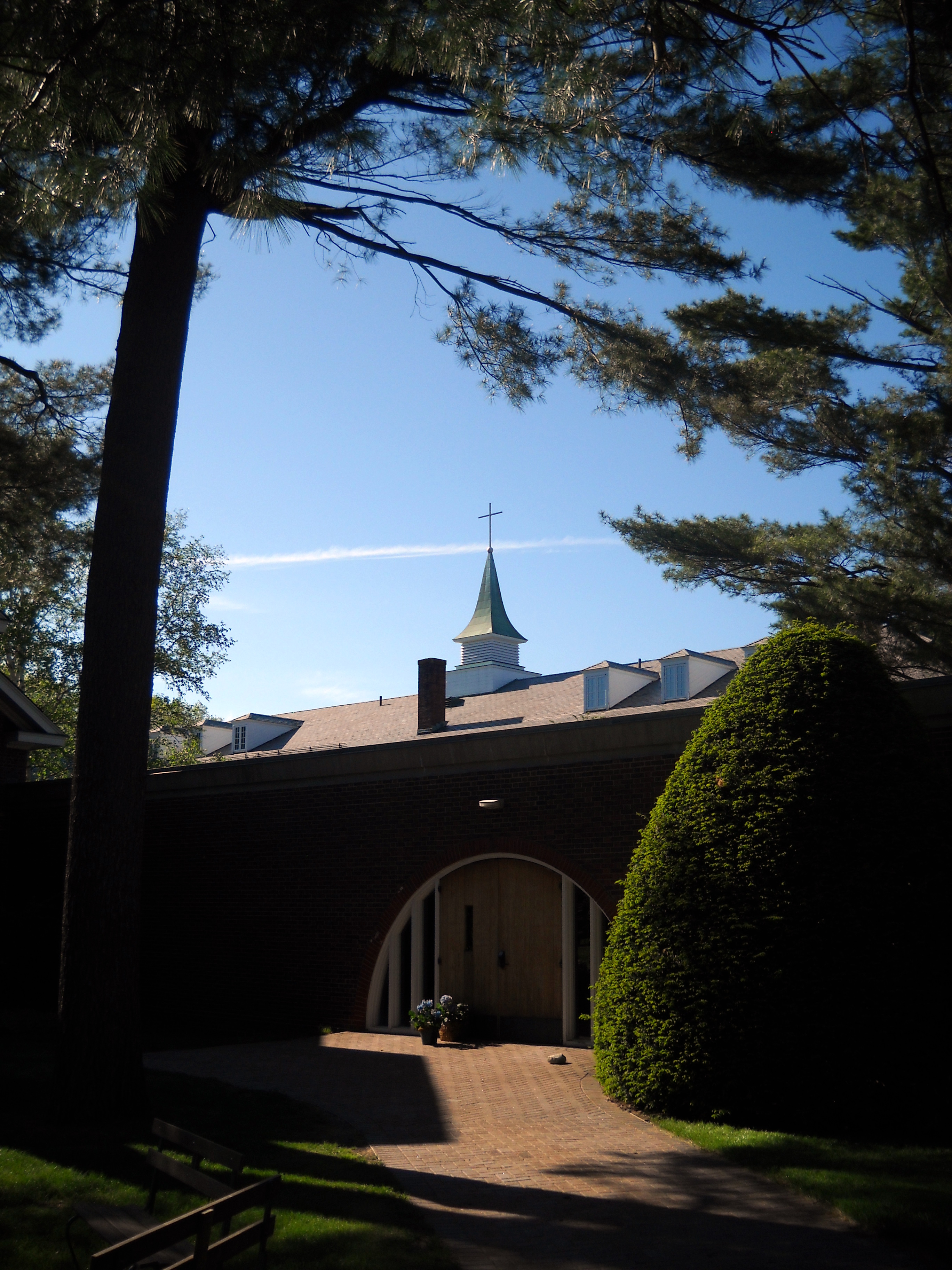
Entrada Sul no jardim do claustro da abadia

Em 1889, Denis M. Bradley, o primeiro bispo de Manchester, Nova Hampshire, solicitou que o abade Boniface Wimmer enviasse monges à sua diocese para criar uma escola para imigrantes franceses e irlandeses. O bispo pensava que, para criar harmonia entre as pessoas de sua diocese, os melhores educadores para eles deveriam ser o alemão. Monges da Abadia de Santa Maria em Newark, Nova Jersey, foram enviados para fundar a Abadia de Santo Anselmo em 1889. Quando eles fundaram fundaram a Paróquia de São Rafael em Manchester, e fundaram a Escola Preparatória Saint Anselm, que mais tarde evoluir para o Saint Anselm College.

## Saint Anselm College

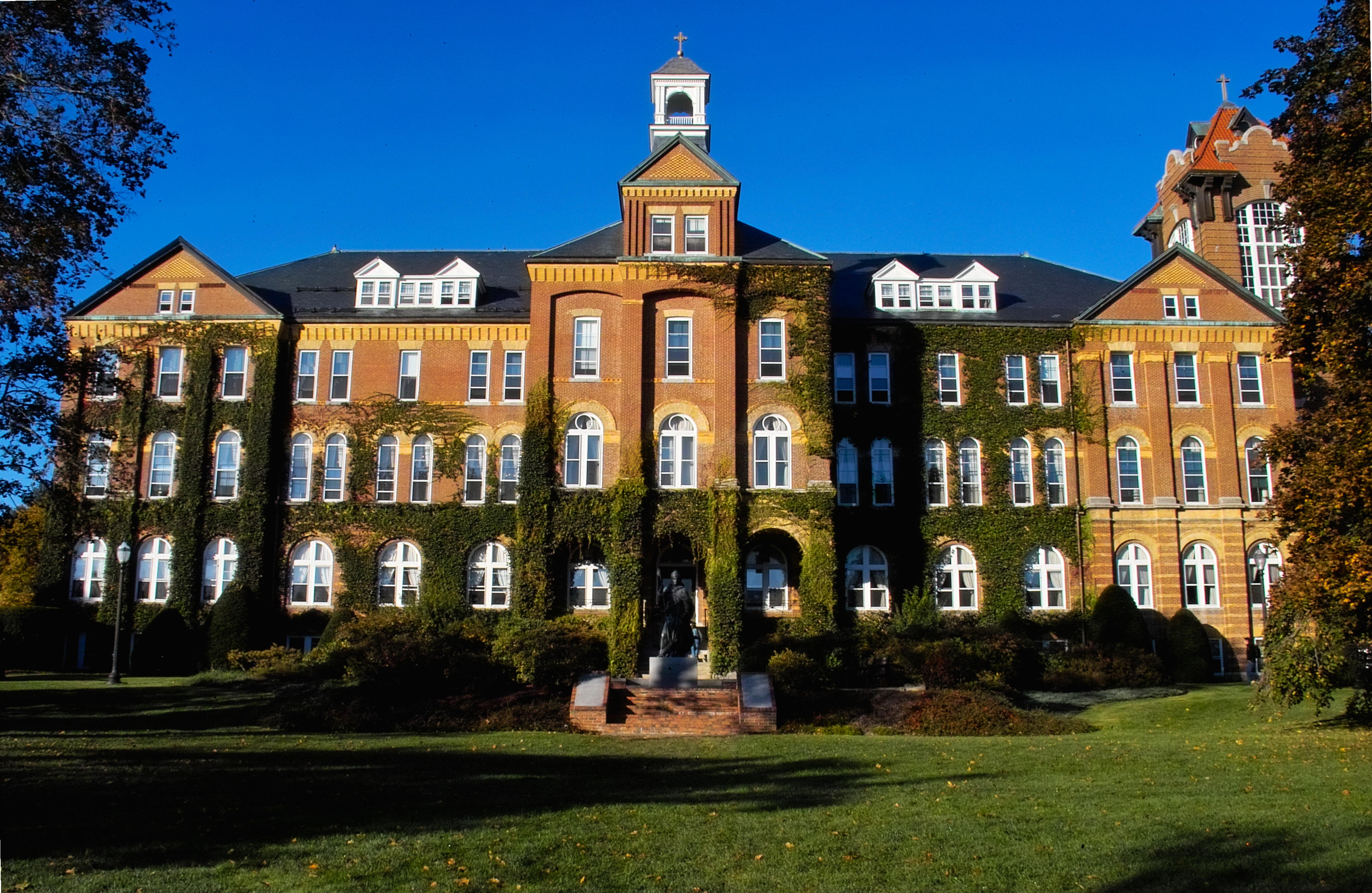
O Hall de Ex-alunos da Saint Anselm College, reconstruído em 1893 após um incêndio devastador, foi o primeiro complexo de mosteiros da Abadia de Santo Anselmo.

O Saint Anselm College é um colégio de artes liberais católico, localizado em Goffstown, Nova Hampshire. Os monges de Saint Anselm Abbey estão fortemente envolvidos na vida e no funcionamento do colégio. Servindo como administradores, como membros do corpo docente e da equipe, e no Conselho de Administração da faculdade, os cerca de 30 monges do mosteiro cumprem seu chamado monástico no trabalho que realizam.

## Abades
Desde a sua fundação em 1889 até 1927, quando se tornou uma abadia independente, Santo Anselmo era um priorado dependente da Abadia de Santa Maria em Newark, New Jersey. Os abades de Santa Maria eram também os superiores espirituais de Santo Anselmo. Esses abades eram o abade Hilary Pfraengle e o abade Ernest Helmstetter.
Desde a sua elevação ao status de instituição independente, Santo Anselmo foi liderado por cinco homens:
- Abade Bertrand Dolan, OSB - Em 1927, Saint Anselm Priory foi elevado a uma abadia pelo Papa Pio XI. O abade Ernest Helmstetter, presidente da Congregação Americana-Cassinese, conduziu a primeira eleição abacial, e os monges em votos solenes elegeram o padre. Bertrand Dolan, OSB como primeiro abade de Saint Anselm Abbey.[6]
- Abade Gerald McCarthy, OSB - O abade Gerald foi eleito abade coadjutor em 1963 a pedido de Abbot Bertrand. Após a morte do abade Bertrand em 1968, o abade Gerald tornou-se o abade de Santo Anselmo. Sua bênção abacial foi celebrada em 3 de setembro de 1963 pelo bispo Ernest John Primeau de Manchester. O abade Gerald se aposentou de seus deveres aberciais devido a um declínio da saúde pouco antes do Natal de 1971.[5][7]

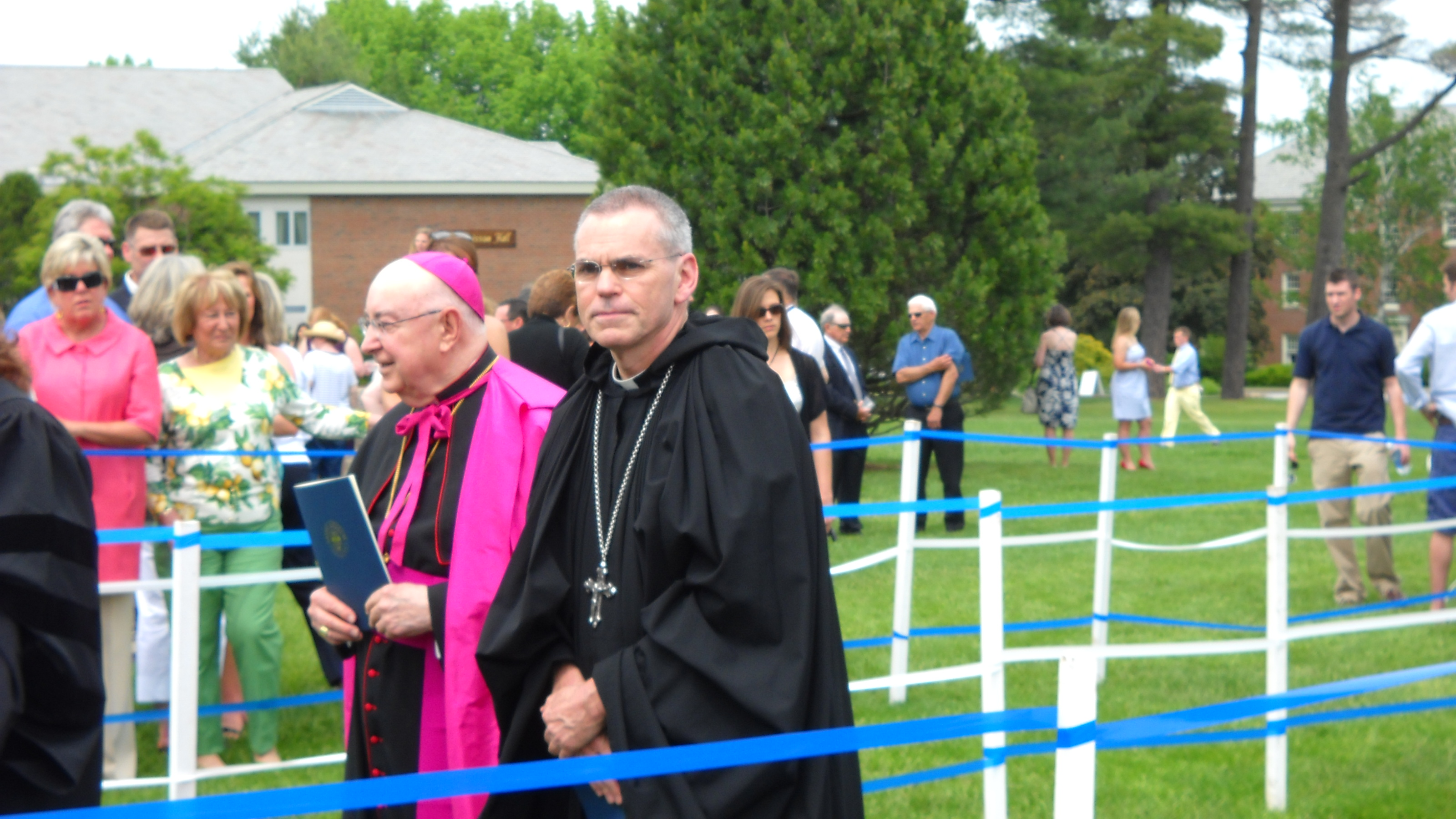
Dom Joseph Gerry, OSB (esquerda) e Abade Matthew Leavy, OSB (direita) caminham para o início de 2010 do Saint Anselm College

- Dom Joseph John Gerry, OSB - O Bispo Joseph fez os primeiros votos como membro da Abadia de Santo Anselmo em 2 de julho de 1948, após seu noviciado em Saint Vincent Archabbey em Latrobe, Pensilvânia . Foi ordenado ao sacerdócio na Catedral de São José, Manchester, pelo bispo Matthew Francis Brady em 12 de junho de 1954. Ele foi nomeado Subprior da Abadia em 1959 e Prior em 1963, cargo que ocupou até 1971. Em 6 de janeiro de Em 1972, ele foi eleito terceiro abade da Abadia de Santo Anselmo, cargo que ocupou até sua nomeação como Bispo Auxiliar de Manchester pelo Papa João Paulo II . Em 21 de fevereiro de 1989 ele foi instalado como o 10º Bispo de Portland, Maine . O celebrante principal foi Bernard Cardinal Law, arcebispo de Boston . O evento aconteceu na Catedral da Imaculada Conceição, em Portland .[8][9] Bispo Joseph se aposentou em 4 de fevereiro de 2004 e retornou à Abadia de Santo Anselmo, onde reside atualmente.[10][11]
- Abade Matthew K. Leavy, OSB - Abade Matthew, natural do Bronx, Nova York, fez seus votos como monge em 1968. Ordenado sacerdote em 1975 e tendo ocupado várias responsabilidades no mosteiro e no Saint Anselm College, ele foi eleito o quarto abade da abadia de Santo Anselmo em 4 de março de 1986, aos 35 anos de idade, depois da elevação do abade Joseph John Gerry ao bispo auxiliar de Manchester.[12] Antes de ser eleito Abade, ele era o Prior da Abadia. Abade Mateus se aposentou de sua posição como Abade e Chanceler da Faculdade Santo Anselmo em 5 de junho de 2012.

Brasão de armas do Abade Mark Cooper, OSB

- Abade Mark Cooper, OSB - Em 5 de junho de 2012, o abade Mark Cooper foi eleito o quinto abade da Abadia de Santo Anselmo. Em virtude de sua eleição, ele se torna, conseqüentemente, chanceler do Colégio Santo Anselmo. Antes de sua eleição, ele administrou as finanças do Saint Anselm College para 33 anos e foi definido para se aposentar como o tesoureiro e vice-presidente de assuntos financeiros. O abade Mark professou votos como membro da comunidade beneditina de Santo Anselmo em 1972 e foi ordenado sacerdote em 1976. Em 1971, formou-se bacharel em ciências políticas pelo Saint Anselm College. Ele ganhou um MSA em administração de empresas pela Universidade de Notre Dame. Ele estudou no Saint John's Seminary em Boston e no St. Albert's Seminary em Oakland, Califórnia. Ele lecionou no Woodside Priory na Califórnia e recebeu um prêmio de mérito de ex-alunos em 2003 por suas contribuições para o crescimento do Saint Anselm College.[13] Abbot Mark foi oficialmente abençoado como Abade de Saint Anselm Abbey em 10 de setembro de 2012 por seu tio, Dom Joseph Gerry, OSB, na presença do Bispo de Manchester, Peter Libasci.[14]

## Canção da comunidade
Nos dias de festa e no túmulo durante o enterro de membros da comunidade, a comunidade monástica canta o hino da Congregação Americana-Cassinese. O hino é cantado a cappella em latim uma vez, depois as duas últimas linhas são repetidas.
| Texto em latim                                                                           | Texto em português (traduzido do inglês)                                                                                              | Texto em alemão |
| ---------------------------------------------------------------------------------------- | --- | --- |
| Ultima in mortis hora, Filium pro nobis ora, Bonam mortem impetra, Virgo, Mater, Domina. | Quando a hora da morte está então sobre nós, Ao seu filho, ore para que nos conceda, Morte, santa e serena Virgem Maria, mãe, rainha. | Wenn wir mit dem Tode ringen, Wollst, Maria, uns beispringen, Dass wir selig scheiden hin, Jungfrau, Mutter, Königin. |